# Gezamenlijke tweekleurenreeks
Van 1964 tot en met 1967 werden in Vlaanderen en Nederland de verhalen van Suske en Wiske uitgegeven in de Gezamenlijke tweekleurenreeks (ook wel Gelijkvormige (tweekleuren-)reeks genoemd). De verhalen werden nu geschreven in Standaardnederlands. Nieuwe en enkele oude verhalen (uit de Vlaamse ongekleurde reeks en de Hollandse ongekleurde reeks) kregen een rode steunkleur. Ook een aantal albums dat eerder in de Vlaamse tweekleurenreeks was verschenen, werd in een gelijkvormige versie heruitgegeven, waarbij de teksten werden omgezet naar het Algemeen Beschaafd Nederlands en de namen van enkele personages werden bijgewerkt (Sidonie werd bijvoorbeeld Sidonia).

## Geschiedenis
Vóór de Gezamenlijke tweekleurenreeks werden de albums in het Vlaams en het Hollands uitgegeven in de Vlaamse tweekleurenreeks en de Hollandse tweekleurenreeks. Na de Gezamenlijke tweekleurenreeks verscheen de Vierkleurenreeks, waarin de oude verhalen opnieuw, maar in andere volgorde, werden opgenomen.
De hierboven genoemde reeksen worden worden gezamenlijk Rode reeks genoemd.